# PowerBuilder
PowerBuilder ist eine integrierte Entwicklungsumgebung zur Erstellung von Client-Server-Anwendungen, die ursprünglich von der Firma PowerSoft entwickelt wurde. Sie wurde zunächst durch Sybase, das seit 2010 zum SAP-Konzern gehört, übernommen und 2016 an die Appeon Inc. weiterverkauft. Ein Entwicklungszweig von PowerBuilder ist der PocketBuilder, welcher zusätzlich die Entwicklung von Anwendungen für Windows Mobile ermöglicht, allerdings zunächst keine Unterstützung für das .NET Framework enthielt.
Zusätzlich ist als Erweiterung das „PowerBuilder Application Server Plugin“ verfügbar. Es ermöglicht PowerBuilder-Objekte (NVOs) in Anwendungsservern anderer Hersteller auszuführen (z. B. WebSphere, WebLogic, WildFly, Oracle Application Server, Apache Geronimo).

## Versionsgeschichte
Ab PowerBuilder 11 (Juli 2007) war es möglich, über Microsoft Internet Information Services, ASP.NET und .NET Framework eine vorhandene oder neue PowerBuilder Application als Webanwendung in einem Browser (IE) darzustellen. PowerBuilder 11.2 vereinfachte zusätzlich die Entwicklung von Webanwendungen durch die Nutzung von AJAX.NET 1.0.
Mit PowerBuilder 11.5 (September 2008) ist die .NET-Integration für Winform- und Webform-Anwendungen weiter vorangetrieben worden. Erweiterungen des DataWindows (u. a. RTF Columns und 3D-Grafiken mit DirectX-Unterstützung) sowie die Microsoft SQL Server 2008- und Oracle-11g-Unterstützung waren weitere Bestandteile der Version 11.5. Gleichzeitig wurde die Enterprise Edition standardmäßig mit einer Version des PocketBuilder und einer Lizenz für das PowerBuilder Application Server Plugin ausgeliefert.
Zusätzlich zur „Classic“ genannten Version war ab der im April 2010 veröffentlichten Version 12.0 eine .NET-Version mit neuer IDE auf Basis der Visual Studio Isolated Shell in Ergänzung zur Classic IDE verfügbar. Diese neue .NET-IDE-Version bot die Möglichkeit zur Erzeugung von 100 % managed .NET Code mit WPF-Targets. Im August 2011 ist Powerbuilder 12.5 erschienen. Für die .NET-Version war dann die .NET-Version 4.0 die Basis. Aber auch die Classic-Version erfuhr diverse Erweiterungen.
Im August 2014 folgte die erste PowerBuilder-Version die unter dem damals neuen Eigentümer SAP entstanden war. Das ursprünglich als Version 15 angekündigte Release wurde vor der Veröffentlichung in Version 12.6 umbenannt.
Diese Version brachte, neben diversen kleineren Erweiterungen, vor allem OData-Support sowie die Kompilierung von nativen 64-bit-Windows-Anwendungen.
Nach der Übernahme durch Appeon erschien am 30. Juni 2017 die Version PowerBuilder 2017 in drei verschiedenen Editionen („Standard“, „Cloud“ und „Universal“), die sich im Funktionsumfang unterscheiden. Im Gegensatz zur bisherigen Lizenzpolitik vertreibt Appeon PowerBuilder mit einer personengebundenen "non-perpetual Lizenz". Dies bedeutet, dass man jeweils nur ein für einen bestimmten Anwender und auf ein Jahr beschränktes Nutzungsrecht erwirbt und dieses anschließend erneuern muss wenn man das Produkt weiter nutzen möchte. Erstellte Programme bleiben nach Lizenzablauf weiterhin lauffähig, jedoch sind keine Änderungen am Code mehr möglich.
Wesentliche Neuerungen in PowerBuilder 2017 waren die Unterstützung von Windows 10 und Microsofts SQL-Server 2016, die integrierte Erstellung von PDF-Dokumenten, die Möglichkeit Mobile Apps zu erstellen sowie eine modernisierte GUI.
Seit der ersten Version von PowerBuilder 2017 erscheinen in etwa halbjährlichen Abständen neue Releases. Seit dem 28. August 2021 ist die aktuelle Version PowerBuilder 2021.

## PowerScript
Die Programmiersprache nennt sich PowerScript, ist skript-basiert, objektorientiert und ähnelt dem später entwickelten Visual Basic (VB). Sie ist darauf ausgelegt, auf Ereignisse in grafischen Benutzeroberflächen zu reagieren. Das Besondere an PowerScript ist die enge Zusammenarbeit mit Datenbanken. Die Datenbankabfragen (SQL Selects) werden in DataWindow-Objekten hinterlegt. Letztere können sowohl für Eingabeformulare als auch für Auswertungen verwendet werden. Die DataWindow-Objekte werden in ein DataWindow-Control (Container) eingefügt, um sie zu verwenden. Das DataWindow gibt es auch für das .Net-Framework (Windows- und Web-Forms) unter dem Namen DataWindow.NET.

### „Hallo Welt“ in PowerScript
Der folgende Quelltext gibt die Meldung „Hallo Welt!“ in einem Benachrichtigungsfenster aus:
```
MessageBox("Nachricht", "Hallo Welt!")

```

PowerScript unterscheidet im Gegensatz zu den meisten anderen Programmiersprachen weder in den syntaktischen Elementen noch in Variablennamen zwischen Groß- und Kleinschreibung. Weiterhin können für Zeichenketten wahlfrei einzelne oder doppelte Anführungszeichen verwendet werden.
Der obige Aufruf könnte also ebenso gut wie folgt geschrieben werden:
```
messagebox('Nachricht', 'Hallo Welt!')

```

Die Ausgabe unter Windows sieht wie folgt aus:
Ausgabe in einem vordefinierten Fenster win_hallowelt im Textfeld st_text:
```
open(win_hallowelt)
win_hallowelt.st_text.text = "Hallo Welt!"

```